# Park Narodowy „Zaczarowany Kraj”
Park Narodowy „Zaczarowany Kraj” (ukr. Національний природний парк «Зачарований край» – trb. Nacionalnyj pryrodnyj park „Zaczarowanyj kraj”) – park narodowy na Ukrainie, położony w obwodzie zakarpackim na południowym zachodzie kraju.

## Historia
Park utworzony został w 2009 roku w celu zachowania, odtworzenia i efektywnego wykorzystania typowych i unikalnych kompleksów przyrodniczych Karpat Wschodnich. Obejmuje obszar o powierzchni 6101 hektarów położony w centralnej części Pasma Wyhorlacko-Gutyjskiego, a jego siedziba znajduje się w miejscowości Ilnycia w rejonie chuściańskim.
7 lipca 2017 roku na odbywającej się w Krakowie 41. sesji Komitetu Światowego Dziedzictwa zadecydowano o wpisaniu fragmentów Parku Narodowego „Zaczarowany Kraj” na listę światowego dziedzictwa UNESCO. Irszawka (o powierzchni 93,97 ha) oraz Wełykyj Dił (1164,16 ha) stały się częściami składowymi obiektu o nazwie Pradawne i pierwotne lasy bukowe Karpat i innych regionów Europy.
W 2019 roku Park został powiększony o 4350,4 ha.

## Charakterystyka

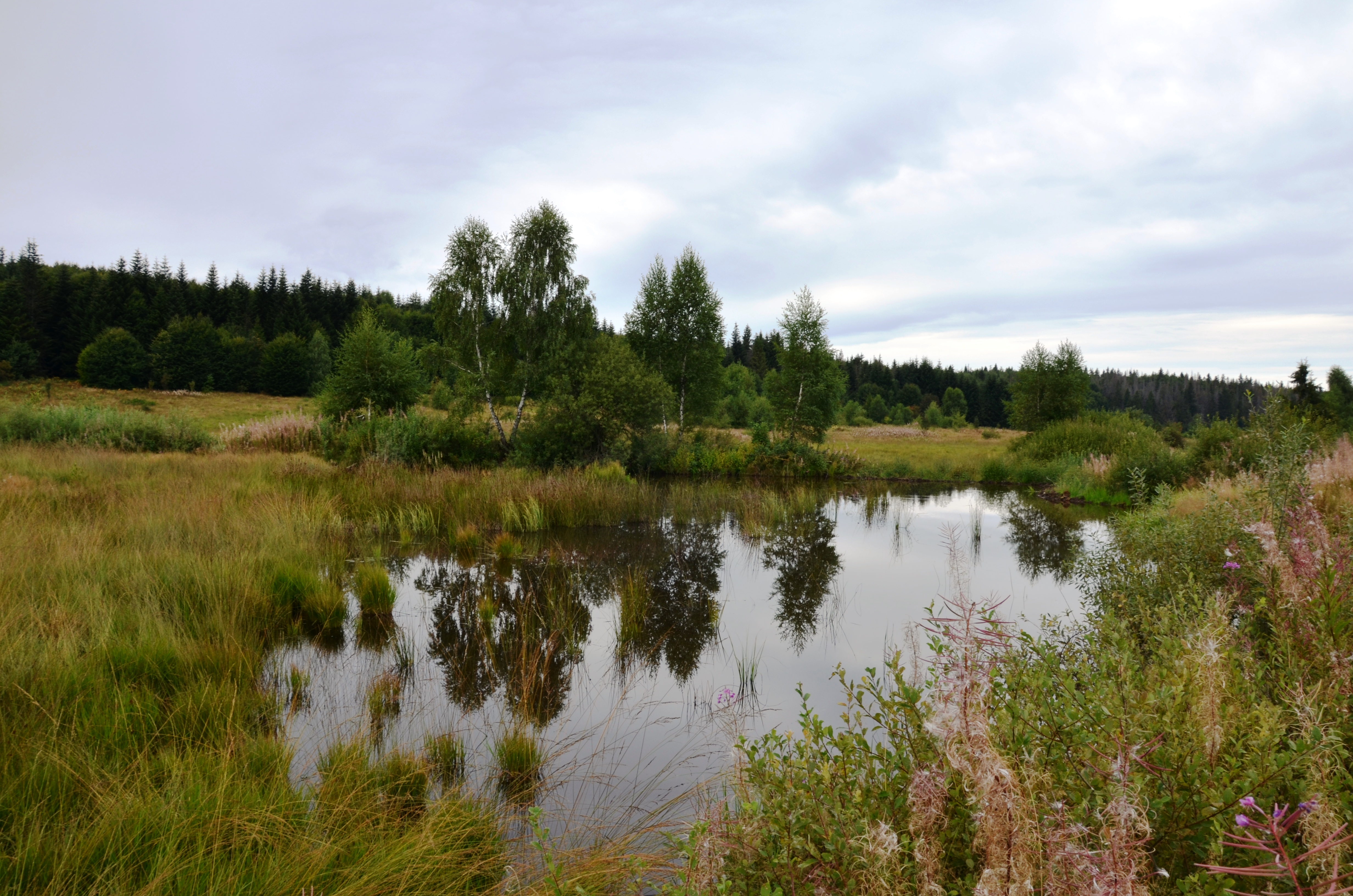
Czorne Bahno w 2015 roku

Obszar współczesnego parku narodowego wykazuje pochodzenie wulkaniczne. Podłoże tworzą skały piroklastyczne (andezyty, andezytobazalty, bazalty i ich tufy, a także dacyty, liparyty i ich tufy), będące pozostałościami po erupcjach wulkanicznych, które miały miejsce w miocenie i pliocenie. W ich wyniku powstało pasmo górskie o średniej wysokości 500–600 m. Najwyższym szczytem jest Bużora, u podnóża której znajduje się torfowisko wysokie Czorne Bahno (wpisane od 2019 roku na listę konwencji ramsarskiej).
Obszar Parku porastają lasy bukowe, dębowo-bukowe oraz buczyny świeże, na wyższych wzniesieniach również płaty górskich lasów świerkowo-bukowych. Warstwa runa lasów bukowych jest uboga, występują w niej m.in. zawilec gajowy i żywiec gruczołowaty. Ubogie gleby piaszczyste w dolinach rzecznych porastają lasy olszowe, natomiast w górnych biegach potoków występuje roślinność bagienna m.in. z torfowcem ostrolistnym, wełnianką pochwowatą, rosiczką okrągłolistną i modrzewnicą pospolitą.
Faunę reprezentują m.in. endemity: traszka karpacka, karpackie podgatunki jelenia szlachetnego (C. elaphus montanus), wiewiórki pospolitej (S. vulgaris carpathicus) i rysia euroazjatyckiego (L. lynx carpathicus), a także kozice, niedźwiedzie brunatne, dziki i borsuki. Spośród ryjówkowatych: ryjówka górska i rzęsorek mniejszy, mroczkowatych: nocek duży i mopek zachodni. Awifaunę obejmuje 86 gatunków ptaków, z których większość jest chroniona konwencją berneńską, a bocian czarny, kania ruda, orlik krzykliwy, płomykówka, puszczyk i srokosz figurują w Czerwonej Księdze Ukrainy.